# Cory Jane
Cory Steven Jane (Lower Hutt, 8 febbraio 1983) è un ex rugbista a 15 e allenatore di rugby a 15 neozelandese, che giocava indifferentemente nei ruoli di estremo o di tre quarti ala. In carriera vanta 53 apparizioni nella Nuova Zelanda, con la quale vinse la Coppa del Mondo di rugby 2011. Dal 2020 è membro dello staff tecnico della franchigia di Super Rugby degli Hurricanes, nel ruolo di allenatore della difesa.

## Biografia
Proveniente dalla provincia di Hawke's Bay per la quale esordì in campionato provinciale nel 2003, passò a Wellington nel 2005, ed esordì in Super Rugby nel 2007 nelle file degli Hurricanes.
A fine 2008 debuttò negli All Blacks a Hong Kong contro l'Australia in Bledisloe Cup e rimase titolare fisso in Nazionale; prese parte anche alla Coppa del Mondo di rugby 2011 vinta dalla Nuova Zelanda.
Finalista nel 2015, nella stagione 2016 del Super Rugby Jane si è laureato campione con gli Hurricanes segnando anche una meta nella finale contro i sudafricani Lions.

## Palmarès
- Coppe del mondo: 1
Nuova Zelanda: 2011
- Super Rugby: 1
Hurricanes: 2016